# Arkadij Rajkin
Arkadij Isaakovič Rajkin (Арка́дий Исаа́кович Ра́йкин, 24. října 1911 Riga – 17. prosince 1987 Moskva) byl sovětský komik židovského původu. Od roku 1922 žil v Leningradě, kde původně pracoval jako laborant v chemičce, pak vystudoval divadelní školu a v roce 1939 nastoupil do Leningradského divadla estrády a miniatur (od roku 2002 Estrádní divadlo Arkadije Rajkina), kde uváděl své satirické skeče. Jeho styl humoru, vycházející ze soucitu s životními outsidery, bývá přirovnáván k Charlie Chaplinovi. Hrál v 26 filmech, byl také spoluscenáristou a režisérem seriálu Lidé a manekýni a autorem divadelní hry Tři pomeranče. Vystupoval také často v Československu, Zdeněk Podskalský o něm natočil televizní film Muž mnoha tváří. V roce 1964 úspěšně účinkoval v BBC. Obdržel titul národní umělec SSSR, Leninovu cenu a vyznamenání Hrdina socialistické práce. Hercem je i jeho syn Konstantin Rajkin.